# Памятник автору «Слова о полку Игореве» (Луганск)
Па́мятник а́втору «Сло́ва о полку́ И́гореве» (укр. Пам'ятник авторові «Слова о полку Ігоревім») — монумент, посвящённый неизвестному автору произведения Древней Руси, поэмы «Слово о полку Игореве», установленный в Луганске (Украина).
Относительно авторства поэмы выдвигаются различные гипотезы: это безымянный внук «вещего» поэта древности Бояна, а может быть, Галицкий «премудрый книжник» Тимофей. Луганский поэт, давний исследователь «Слова» Леонид Стрельник убеждён, что автором поэмы мог быть старший сын Новгород-Северского и Черниговского князя Игоря Святославича — Владимир, который вместе с отцом попал во время неудачного похода в плен. Киевский учёный Николай Шарлемань выдвинул достаточно убедительную гипотезу: автор поэмы — сам князь Игорь. Как бы то ни было, установление памятника легендарному писателю-патриоту в Луганске закономерно: многие учёные утверждают, что битвы князя Игоря с половцами проходили на территории Луганщины.
Памятник установлен в 1994 году у здания областной универсальной научной библиотеки им. М. Горького.
На нём высечены слова:
Авторові "Слова о полку Ігоревім", співцеві походу та битви з половцями у 1185 році
Автор памятника — народный художник Украины, лауреат Государственной премии им. Т. Г. Шевченко Иван Чумак.